# Polytribax fulvescens
Polytribax fulvescens är en stekelart som först beskrevs av Cresson 1879.  Polytribax fulvescens ingår i släktet Polytribax och familjen brokparasitsteklar. Inga underarter finns listade i Catalogue of Life.